# Musée de la céramique architecturale d'Auneuil
Le Musée de la céramique architecturale d'Auneuil, dans le département de l'Oise, en région des Hauts-de-France, a été créé en 1885 pour abriter les collections de céramique produites par la manufacture Boulenger. Le bâtiment est classé monument historique depuis 1991, y compris d'autres parties de l'ancienne manufacture.

## Historique

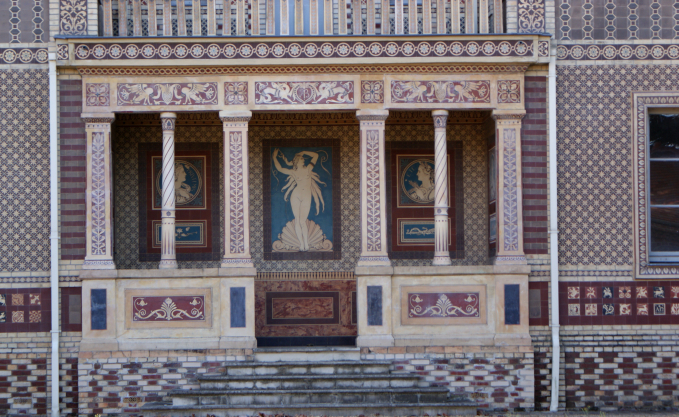
Détail de l'entrée.

La céramique fut l'une des productions traditionnelles d'Auneuil grâce aux frères Aimé et Achille Boulenger qui vont fabriquer des céramiques architecturales, en concurrence avec les carreaux Colozier de Beauvais, durant tout le XIXe siècle à partir d'un petit atelier racheté en 1848.
Il s'agit de mosaïques faites de carreaux en céramique incrustés, moulés, se présentant le plus souvent dans les trois couleurs de base : ocre-jaune, rouge « sang de bœuf » et noir. Le jaune correspond à la teinte obtenue naturellement lors de la cuisson de l'argile locale. Le rouge « sang de bœuf » est obtenu à partir d'un mélange d'argiles. Les autres couleurs sont occasionnelles.
Les usines et les cités ouvrières situées de part et d'autre de la route nationale étaient recouvertes de céramiques et constituaient une véritable vitrine des productions Boulenger. La manufacture de céramiques Boulenger ferme ses portes en 1982.
La façade orientale du bâtiment d'exploitation, avec sa cheminée, a été inscrite monument historique par arrêté du 4 juin 1991. L'ancienne maison patronale abritant le musée, le bâtiment de Direction et le magasin d'expédition ont été classés monuments historiques par le même arrêté.

## Le musée de la céramique
Le musée, ancienne maison Boulenger, fait partie d'un ensemble conservé avec le magasin d'expédition qui témoigne de la richesse et de la diversité des mosaïques produites par la manufacture.
Situé dans le quartier de l'ancienne gare, il s'agit de la maison patronale que le dernier frère Boulenger a légué à la commune en 1900, avec de nombreux ouvrages et pièces de collection. Celui-ci en avait déjà fait un musée à partir de 1885.

La villa est de style néo-classique, d'inspiration gréco-romaine. Elle est classée aux Monuments historiques depuis 1991. Les façades de la maison sont à elles seules de véritables pièces de collection puisqu'on y retrouve des réalisations d'exception distinguées lors des expositions universelles.
Le musée n'est pas ouvert au public : le bâtiment appartient à la ville d'Auneuil, tandis que les collections sont conservées par le MUDO-Musée de l'Oise (relevant du Conseil départemental de l'Oise).